# 스페셜 피겨

스페셜 피겨는 19세기 후반과 20세기 초에 피겨 스케이팅의 구성 요소였다. 컴펄서리 피겨처럼, 스페셜 피겨는 얼음 위에서 하나의 스케이트 날로 무늬를 나타내는 것과 관련이 있다. 스케이트 선수가 한 발에 스케이트를 타면서 상당한 균형과 컨트롤을 표시하도록 되어있었다.
컴펄서리 피겨는 그림 8에서 파생된 표준 패턴이었지만, 스페셜 피겨는 스케이트 선수 본인 발명품의 정교한 패턴이었다. 이 디자인에는 장미, 별, 십자가 및 기타 정교한 장식이 포함되었다. 스페셜 피겨의 구성 요소에는 표준 컴펄서리 피겨의 구성 요소 뿐만 아니라 부리, 안경 및 크로스 컷으로 알려진 모양이 포함되었다.
얼음 위에서 정교한 패턴을 나타내는 것은 미국과 영국 피겨 스케이팅 스쿨의 특징이었다. 20세기 초반까지, 이것은 전체 얼음 표면을 활용했고 더 많은 경기를 음악으로 설정한 프리 스케이팅의 "국제 스타일"로 크게 대체되었다.
스페설 피겨는 1908년 하계 올림픽에서 열린 종목이었다. 러시아의 니콜라이 파닌이 이 종목에서 우승했다.

## 같이 보기
- 1908년 하계 올림픽 피겨스케이팅

## 참고 자료
- 피겨 스케이팅 공식 서적. ISBN 0-684-84673-X.